# ستيفن غرابوسكي
ستيفن غرابوسكي (بالإنجليزية: Stephen Grabowski)‏ هو سياسي أمريكي، ولد في 1 أبريل 1952 في بيتسبرغ في الولايات المتحدة. حزبياً، نشط في الحزب الديمقراطي. وقد انتخب عضو مجلس نواب بنسيلفانيا.